# Ségny
Ségny ist eine französische Gemeinde im Département Ain in der Region Auvergne-Rhône-Alpes.

## Geographie

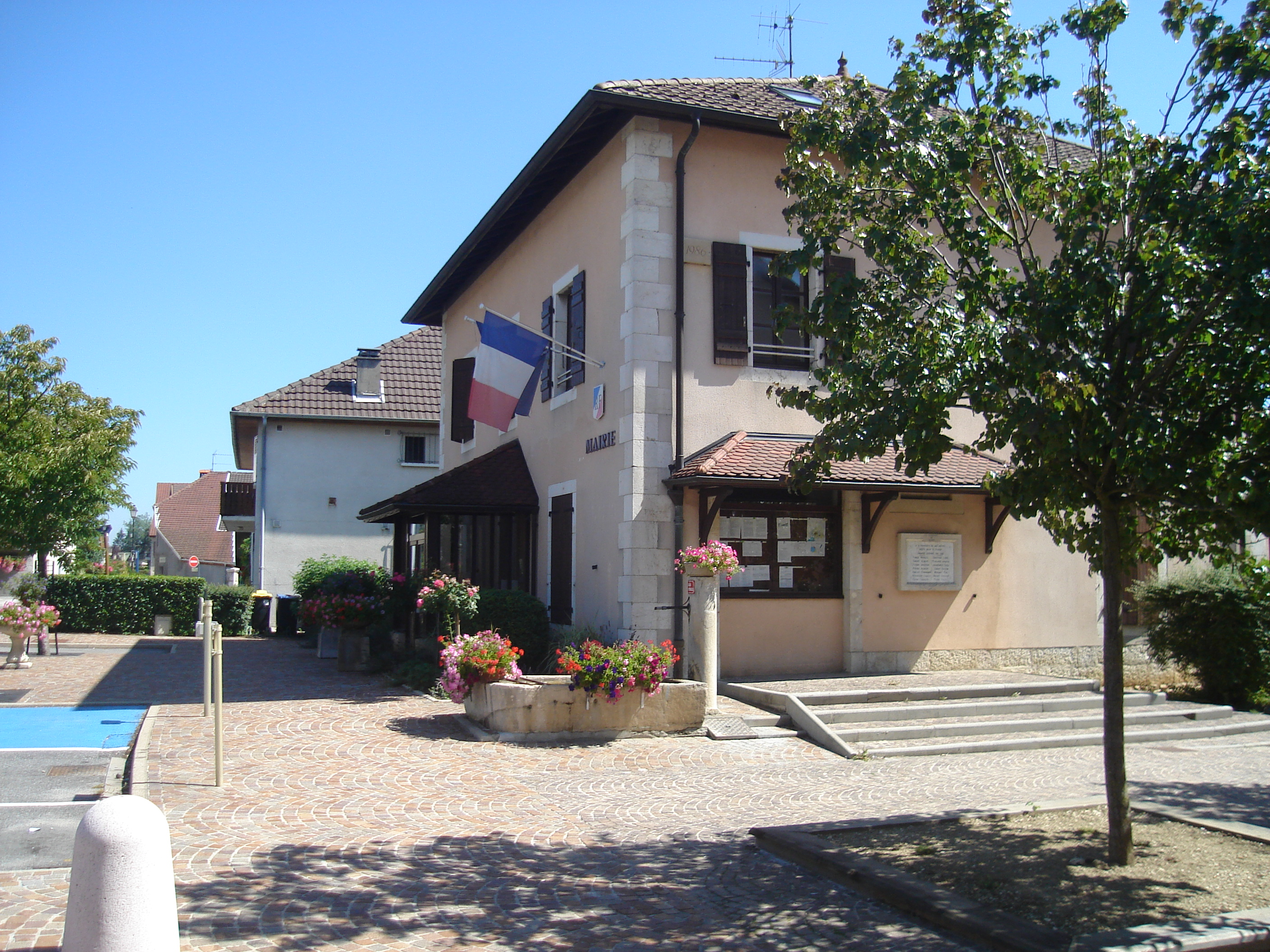
Mairie (Bürgermeisteramt)

Ségny liegt auf 487 m, vier Kilometer südlich von Gex und etwa zwölf Kilometer nordnordwestlich der Stadt Genf (Luftlinie). Das ehemalige Bauerndorf erstreckt sich im Pays de Gex, auf einem leicht nach Süden geneigten Plateau am Jurafuß, im nördlichen Bereich des Genfer Beckens, östlich des Bachlaufs des Journans.
Die Fläche des 3,24 km² großen Gemeindegebiets umfasst einen Abschnitt des Pays de Gex. Das nur sehr schwach reliefierte Gebiet bildet ein Plateau, das gegen den Jura hin sanft ansteigt. Nach Westen erstreckt sich das Gemeindeareal in die Talniederung des Journans (im Einzugsgebiet des Allondon) und seines Seitenbachs Varfeuille. Diese flache Talaue wird von einem ausgedehnten Waldgebiet bedeckt. Westlich davon befindet sich der Hügel Suraz, auf dem mit 520 m die höchste Erhebung von Ségny erreicht wird. Im Süden reicht der Gemeindebann bis an den Bachlauf des Lion, der sein Wasser ebenfalls dem Journans zuführt.
Nachbargemeinden von Ségny sind Cessy im Norden, Versonnex und Ornex im Osten, Prévessin-Moëns im Süden sowie Chevry und Échenevex im Westen.

## Geschichte
Erstmals urkundlich erwähnt wird Ségny im Jahr 1397 unter dem Namen Signier. Im Lauf der Zeit wandelte sich die Schreibweise über Segniez (1444), Signiez (1528), Signyez (1573), Segni (1589) und Cegny zum heutigen Ortsnamen Ségny, der seit 1691 schriftlich belegt ist. Von 1744 ist noch die Bezeichnung Signy überliefert. Der Ortsname geht auf den gallorömischen Geschlechtsnamen Signius zurück und bedeutet so viel wie Landgut des Signius (Signiacum). Seit dem 14. Jahrhundert befand sich das Dorf unter der Oberhoheit der Grafen von Savoyen. Danach teilte Ségny die wechselvolle Geschichte des Pays de Gex, mit dem es nach Abschluss des Vertrages von Lyon 1601 endgültig an Frankreich gelangte.

## Bevölkerungsentwicklung
| Jahr                       | 1962 | 1968 | 1975 | 1982 | 1990 | 1999 | 2006 | 2012 | 2021 |
| Einwohner                  | 279  | 449  | 783  | 1002 | 1211 | 1348 | 1512 | 1762 | 2412 |
| Quellen: Cassini und INSEE |      |      |      |      |      |      |      |      |      |

Mit 2676 Einwohnern (Stand 1. Januar 2022) gehört Ségny zu den kleineren Gemeinden des Départements Ain. Seit Mitte der 1960er Jahre wurde ein markantes Bevölkerungswachstum verzeichnet. Besonders starke Wachstumsraten wurden während der 1970er Jahre registriert. Außerhalb des alten Ortskerns wurden zahlreiche neue Einfamilienhäuser gebaut.

## Sehenswürdigkeiten

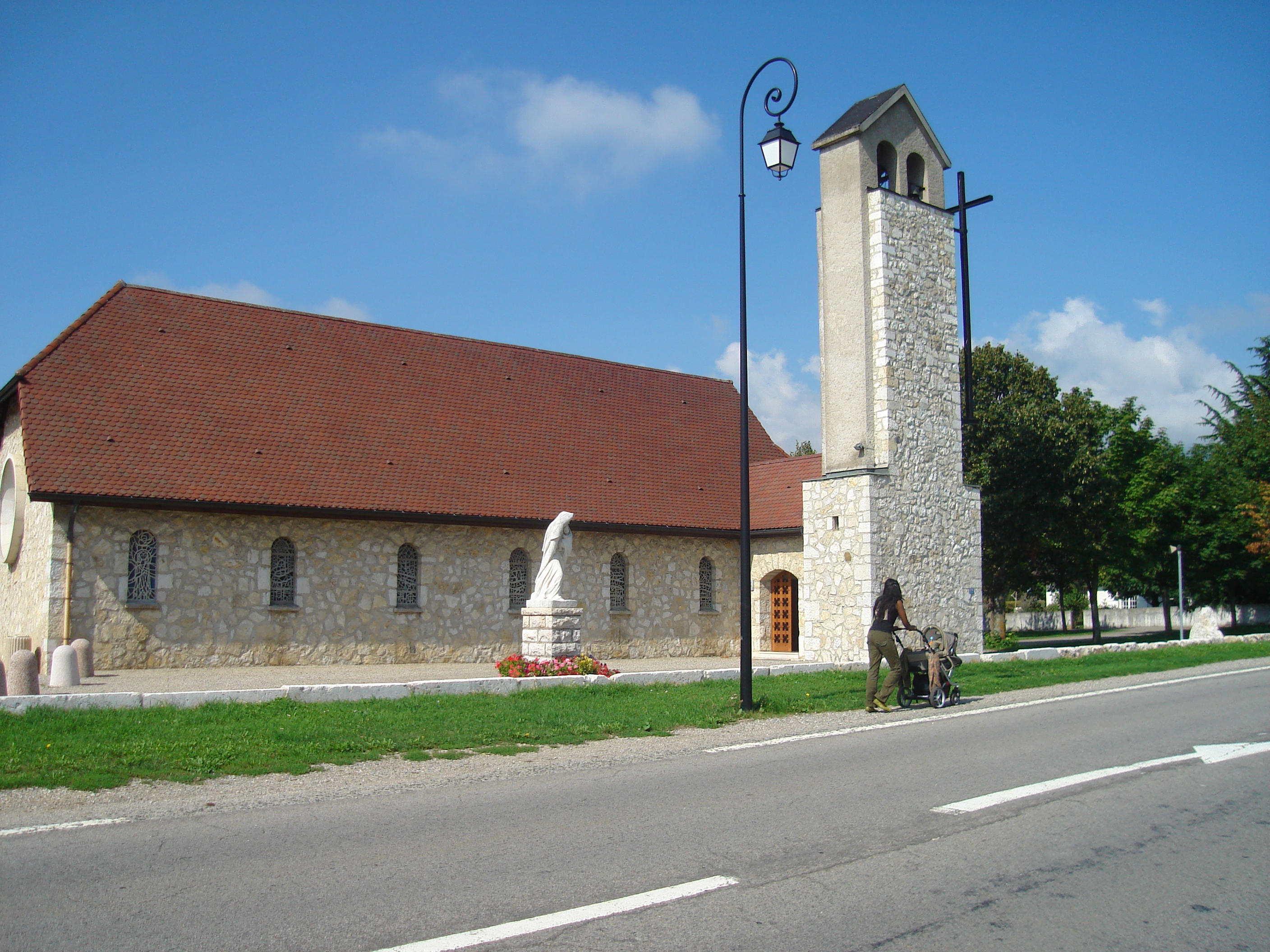
Kirche Notre-Dame-de-la-Route-Blanche

Die Kirche Notre-Dame-de-la-Route-Blanche wurde 1952 erbaut. Die Glasfenster sind ein Werk von Jean Bertholle, einem Vertreter der École de Paris.

## Wirtschaft und Infrastruktur
Ségny war bis weit ins 20. Jahrhundert hinein ein vorwiegend durch die Landwirtschaft geprägtes Dorf. Heute gibt es einige Betriebe des Klein- und Mittelgewerbes. Mittlerweile hat sich das Dorf zu einer Wohngemeinde gewandelt. Zahlreiche Erwerbstätige sind Wegpendler, die in den größeren Ortschaften des Pays de Gex oder als Grenzgänger in der Agglomeration Genf arbeiten.
Die Ortschaft ist verkehrsmäßig gut erschlossen. Sie liegt an der Hauptstraße N5, die von Genf via Ferney-Voltaire nach Gex führt. Weitere Straßenverbindungen bestehen mit Versonnex, Prévessin und Échenevex. Der nächste Anschluss an die schweizerische Autobahn A1 befindet sich in einer Entfernung von rund acht Kilometern. Auch der Flughafen Genève-Cointrin ist leicht erreichbar. Von 1900 bis 1932 verkehrte die Straßenbahn Gex–Ferney-Voltaire durch die Gemeinde und hielt im Dorfzentrum. Heute hält die vom Gare Cornavin in Genf nach Gex führende Autobus-Linie F der Transports publics genevois in Segny.